# Cleopatra IV
Cleopatra IV regeerde kort over Egypte in 116 v.Chr. (en mogelijk het begin van 115 v.Chr.), samen met haar man Ptolemaeus IX Soter II (Lathyros). Later werd ze koningin van Syrië.
Ze was een dochter van Ptolemaeus VIII Euergetes II en Cleopatra III. Ze trouwde met haar broer Lathyros in 116 v.Chr. en heerste samen met hem over Egypte. Hun zoon was Ptolemaeus XII Neos Dionysos. Haar hoge positie duurde slechts kort, omdat haar moeder Cleopatra III haar uit haar positie haalde, en haar verving door haar zus Cleopatra Selena I.
Cleopatra vluchtte daarop vanuit Egypte naar Cyprus waar ze een leger vormde en probeerde om haar andere broer Ptolemaeus X Alexander te huwen. Maar Alexander wilde haar niet trouwen en vervolgens vertrok ze naar Syrië waar Antiochus IX Cyzicenus haar leger beschouwde als bruidsschat en met haar trouwde, wat haar koningin van Syrië maakte.

## Verder lezen
- C.J. Bennett, art. Cleopatra IV, in Egyptian Royal Genealogy (2002-2012).